# ロズモーヴシクィイ家

ロズモーヴシクィイ家の紋章

ロズモーヴシクィイ家（ウクライナ語：Розумовські）あるいはラズモフスキー家（ロシア語：Разумовские）は、ウクライナ・コサックの氏族に由来するロシア帝国およびオーストリア・ハンガリー帝国の伯爵家ならび公爵家である。

## 概要
ロズモーヴシクィイ家は、17世紀後半、ヘーチマン国家キエフ連隊コゼレツィ百人隊に属していた平のウクライナ・コサック、ヤーキウ・ローズムに由来する。「ローズム」はウクライナ語で「知恵」を意味する言葉で、「何たる頭、何たる知恵！」が酒を飲むヤーキウの口癖であったから、「ローズム」は彼の渾名になったという。ヤーキウには長男のイヴァン（？－？）と次男のフルィホーリー（？－1730年）がいたが、次男の分家で生まれたオレクシー（1709年‐1771年）とクィルィーロ（1728年‐1803年）はロシア帝国の伯爵となり、「ローズム」の名字を貴族風な「ロズモーヴシクィイ」の名字に改めた。二人の伯爵は自分の血筋を隠していなかったが、側近はロズモーヴシクィイ家はポーランド・リトアニア共和国の貴族、ロジジンスキに家に起源を持つ家柄である、という美化された系譜を作った。
オレクシーには子供がいなく、弟のクィルィーロには六男六女がいたので、後者はロズモーヴシクィイ家の跡継ぎとなった。しかし、クィルィーロの長男オレクシー（1748年‐1822年）の子供は早死にし、孫がなく、さらに、五男のフルィホーリー（1759年‐1837年）はオーストリア・ハンガリー帝国に定住したことによりロシア帝国がフルィホーリーの子孫をロズモーヴシクィイ家の跡継ぎとして公認しなかったので、ロシア帝国でのロズモーヴシクィイ家は絶えてしまった。一方、フルィホーリーはオーストリア・ロズモーヴシクィイ家の開祖となり、彼の子孫は20世紀前半までオーストリア・ハンガリー帝国で貴族の身分を保ち続けた。オーストリア・ロズモーヴシクィイ家の流れは現在に至るまで絶えておらず、ロズモーヴシクィイの姓を名乗る数人はオーストリアの美術・芸術界において活躍している。

## 系図
| 名前 | 名前                                                                                       | 生没年              | 説明 | 結婚相手                                                         |
| 初代 | 初代                                                                                       | 初代                | 初代 | 初代                                                             |
| ---- | ------------------------------------------------------------------------------------------ | ------------------- | --- | ---------------------------------------------------------------- |
|      | ヤーキウ・ローズム Яків Романович Розум                                                    | ？‐？               | 平のウクライナ・コサック。ヘーチマン国家キエフ連隊コゼレツィ百人隊に属す。                                                                               | 不明                                                             |
| 二代 |                                                                                            |                     | |                                                                  |
|      | イヴァン・ローズム Іван Якович Розум                                                       | ？‐？               | コサック。ヤーキウ・ローズムの長男。ヘーチマン国家キエフ連隊コゼレツィ百人隊に属す。                                                                     | 不明                                                             |
|      | フルィホーリー・ローズム Григорій Якович Розум                                             | ？‐1730年（1762年） | コサック。ヤーキウ・ローズムの次男。ヘーチマン国家キエフ連隊コゼレツィ百人隊に属す。                                                                     | ナターリア・デメーシュコ （Наталія Демешко）                     |
|      | ハンナ・ローズムィーハ Ганна Яківна Розумиха                                               | ？‐？               | ヤーキウ・ローズムの長女。 | フェーディル・ドゥブィーナ （Федір Дубина）                      |
| 三代 |                                                                                            |                     | |                                                                  |
|      | イヴァン・ロズモーヴシクィイ Іван Іванович Розумовський                                    | ？‐？               | コサック、後にロシア貴族。イヴァン・ローズムの長男。ヘーチマン国家キエフ連隊コゼレツィ百人隊に属す。                                                     | 不明                                                             |
|      | ダヌィーロ・ロズモーヴシクィイ Данило Григорович Розумовський                              | ？‐？               | コサック。フルィホーリー・ローズムの長男。ヘーチマン国家キエフ連隊コゼレツィ百人隊に属す。                                                               | 不明                                                             |
|      | オレクシー・ロズモーヴシクィイ Олексій Григорович Розумовський                             | 1709年‐1771年       | コサック。フルィホーリー・ローズムの次男。ロシア女帝エリザヴェータ・ペトロヴナの愛人。ロシア帝国ならびに神聖ローマ帝国の伯爵、ロシアの元帥。             | ロシア女帝エリザヴェータ・ペトロヴナ                             |
|      | クィルィーロ・ロズモーヴシクィイ Кирило Григорович Розумовський                            | 1728年‐1803年       | コサック。フルィホーリー・ローズムの三男。ロシア帝国の伯爵。ヘーチマン国家の最後のヘーチマン、ロシア帝国学士院の院長。                                   | カテリナ・ナルィーシクナ Катерина Нарышкина                      |
|      | アハーフィヤ・ロズモーヴシカ Агафія Григорівна Розумовська                                 | ？‐？               | フルィホーリー・ローズムの長女。 | 某ブドリャーンシクィイ Будлянський                               |
|      | ハンナ・ロズモーヴシカ Ганна Григорівна Розумовська                                        | ？‐？               | フルィホーリー・ローズムの次女。 | オースィプ・ザクレーヴシクィイ Осип Закревський                  |
|      | ヴィーラ・ロズモーヴシカ Віра Григорівна Розумовська                                       | ？‐？               | フルィホーリー・ローズムの三女。 | ユフィーム・ダラハーン Юхим Дараган                              |
| 四代 |                                                                                            |                     | |                                                                  |
|      | サヴェーリイ・ロズモーヴシクィイ Савелій Іванович Розумовський                             | ？‐？               | ロシア帝国の貴族。イヴァン・ロズモーヴシクィイの長男。                                                                                                   | 不明                                                             |
|      | ヴァスィーリ・ロズモーヴシクィイ Василь Іванович Розумовський                              | 1727年‐1800年       | ロシア帝国の貴族。ヴァスィーリ・ロズモーヴシクィイの次男。少将                                                                                           | アレクサンドラ・アプラクシナ Александра Апраксина                |
|      | ペトロー・ロズモーヴシクィイ Петро Іванович Розумовський                                   | ？‐？               | ロシア帝国の貴族。イヴァン・ロズモーヴシクィイの三男。                                                                                                   | 不明                                                             |
|      | イェヴドキーヤ・ロズモーヴシカ Євдокія Данилівна Розумовська                               | 1746年‐？           | ロシア帝国の貴族。ダヌィーロ・ロズモーヴシクィイの長女。                                                                                                 | ベストゥージェフ＝リューミン А. Бестужев-Рюмин                   |
|      | オレクシー・ロズモーヴシクィイ Олексій Кирилович Розумовський                              | 1748年‐1822年       | ロシア帝国の伯爵。クィルィーロ・ロズモーヴシクィイの長男。ロシア帝国の教育相。フリーメイソン。子孫はペロフスキー姓（ワシリー・ペロフスキー将軍がいる）。 | ワルワラ・シェレミェチェワ Варавара Шереметьева                  |
|      | ペトロー・ロズモーヴシクィイ Петро Кирилович Розумовський                                  | 1751年‐1823年       | ロシア帝国の伯爵。クィルィーロ・ロズモーヴシクィイの次男。現任枢密参事官、元老院議員。子孫はオリルジツキー姓。                                           | ソフィア・ウシャコワ София Ушакова                               |
|      | アンドリー・ロズモーヴシクィイ（アンドレイ・ラズモフスキー） Андрій Кирилович Розумовський | 1752年‐1836年       | ロシア帝国の伯爵。クィルィーロ・ロズモーヴシクィイの三男。現任枢密参事官、外交官、オーストリ大使。ベートーヴェンの支援家。                               | コンスタンツェ・テュルヘイム Konstanze Thürheim                  |
|      | レーウ・ロズモーヴシクィイ Лев Кирилович Розумовський                                      | 1757年‐1818年       | ロシア帝国の伯爵。クィルィーロ・ロズモーヴシクィイの四男。少将。子孫はポドチャッスキー姓。。                                                             | マリヤ・ヴャゼムサカヤ Мария Вяземская                           |
|      | フルィホーリー・ロズモーヴシクィイ Григорій Кирилович Розумовський                         | 1759年‐1837年       | ロシア帝国の伯爵。クィルィーロ・ロズモーヴシクィイの五男。鉱物学者。ロシア帝国学士院名誉士員。チェコ在住。オーストリア・ロズモーヴシクィイ家の開祖。     | エリザベット・シェンク・デ・カステリ Elizabeth Schenck de Castel |
|      | イヴァン・ロズモーヴシクィイ Іван Кирилович Розумовський                                   | 1761年‐1802年       | ロシア帝国の伯爵。クィルィーロ・ロズモーヴシクィイの六男。                                                                                               | 不明                                                             |
|      | ナターリア・ロズモーヴシカ Наталія Кирилівна Розумовська                                   | 1747年‐1837年       | ロシア帝国の伯爵夫人。クィルィーロ・ロズモーヴシクィイの長女。                                                                                           | イヴァン・ザフリャージュシクィイ Іван Загряжський                |
|      | エリザヴェータ・ロズモーヴシカ Єлизавета Кирилівна Розумовська                             | 1749年‐1822年       | ロシア帝国の伯爵夫人。クィルィーロ・ロズモーヴシクィイの次女。                                                                                           | ピョートル・アプラクシン Пётр Апраксин                           |
|      | ハンナ・ロズモーヴシカ Ганна Кирилівна Розумовська                                         | 1754年‐1825年       | ロシア帝国の伯爵夫人。クィルィーロ・ロズモーヴシクィイの三女。                                                                                           | ヴァシリー・ヴァシリチコフ Василий Васильчиков                   |
|      | パラスコーヴィヤ・ロズモーヴシカ Парасковія Кирилівна Розумовська                          | 1755年‐1808年       | ロシア帝国の伯爵夫人。クィルィーロ・ロズモーヴシクィイの四女。                                                                                           | イヴァン・フドーヴィチ Іван Гудович                              |
|      | ダーリヤ・ロズモーヴシカ Дар'я Кирилівна Розумовська                                       | 1753年‐1762年       | ロシア帝国の伯爵夫人。クィルィーロ・ロズモーヴシクィイの六女。若年で死去。                                                                               | 無                                                               |